# Manuel Bento Rodrigues da Silva
Pour les articles homonymes, voir Bento (homonymie), Rodrigues (homonymie), Silva et Manuel Rodrigues.
Manuel Bento Rodrigues da Silva (né le 25 décembre 1800 à Vila Nova de Gaia, et mort le 26 septembre 1869 à Lisbonne) est un cardinal portugais du XIXe siècle. Il est membre de l 'ordre des "Chanoines réguliers de Saint-Jean-l'Évangéliste". 

## Biographie
Rodrigues est notamment curé dans le diocèse de Porto et vicaire général de Lisbonne. Il  est élu évêque titulaire de Mytilène (de) et auxiliaire de Lisbonne en 1845. Rodrigues est transféré à Coimbra en 1852 et promu au patriarcat de Lisbonne en 1844. Le pape Pie IX le crée cardinal lors du consistoire du 25 juin 1858.

## Sources
- Fiche  sur le site fiu.edu